# Лодога (Каліфорнія)
Лодога (англ. Lodoga) — переписна місцевість (CDP) в США, в окрузі Колуса штату Каліфорнія. Населення — 184 особи (2020).

## Географія
Лодога розташована за координатами 39°18′15″ пн. ш. 122°30′21″ зх. д. / 39.30417° пн. ш. 122.50583° зх. д. (39.304272, -122.505944).  За даними Бюро перепису населення США в 2010 році переписна місцевість мала площу 8,77 км², уся площа — суходіл.

## Демографія
Згідно з переписом 2010 року, у переписній місцевості мешкало 197 осіб у 98 домогосподарствах у складі 56 родин. Густота населення становила 22 особи/км².  Було 175 помешкань (20/км²).
Расовий склад населення:
| - 84,8 % — білих - 8,1 % — чорних або афроамериканців - 2,0 % — корінних американців - 1,0 % — вихідців з тихоокеанських островів - 1,0 % — азіатів - 1,5 % — осіб інших рас |

До двох чи більше рас належало 1,5 %. Частка іспаномовних становила 4,1 % від усіх жителів.
За віковим діапазоном населення розподілялося таким чином: 13,2 % — особи молодші 18 років, 58,4 % — особи у віці 18—64 років, 28,4 % — особи у віці 65 років та старші. Медіана віку мешканця становила 54,5 року. На 100 осіб жіночої статі у переписній місцевості припадало 116,5 чоловіків;  на 100 жінок у віці від 18 років та старших — 106,0 чоловіків також старших 18 років.
Середній дохід на одне домашнє господарство  становив 45 378 доларів США (медіана — 42 031), а середній дохід на одну сім'ю — 58 223 долари (медіана — 61 250). За межею бідності перебувало 4,4 % осіб, у тому числі 0,0 % дітей у віці до 18 років та 0,0 % осіб у віці 65 років та старших.
Цивільне працевлаштоване населення становило 32 особи. Основні галузі зайнятості: сільське господарство, лісництво, риболовля — 50,0 %, публічна адміністрація — 18,8 %, освіта, охорона здоров'я та соціальна допомога — 9,4 %.